# Montrouziera rhodoneura
Montrouziera rhodoneura är en tvåhjärtbladig växtart som beskrevs av Schlechter. Montrouziera rhodoneura ingår i släktet Montrouziera och familjen Clusiaceae. Inga underarter finns listade i Catalogue of Life.